# 奧格斯堡機場
奧格斯堡機場（德語：Flughaven Augsburg）是一個位於阿芬格的區域性機場，離奧格斯堡約7公里，主要給公務機和通用飛機進行升降。

## 歷史
奧格斯堡機場在1968年啟用，其前身是在豪恩施戴藤郊區的機場，因為被徵地來興建奥格斯堡大学才興建新機場。
1986年，因特羅特航空開始提供來往奧格斯堡和杜塞爾多夫的定期航班。至1990年初，因特羅特航空在奧格斯堡的目的地有柏林、科隆、德累斯頓、漢堡和萊比錫，成為公務旅客避開繁忙的慕尼黑機場的一個選擇。1995年，因特羅特航空在奧格斯堡開通了倫敦航線。
1996年，因特羅特航空成為了漢莎航空一員後，逐漸減了在奧格斯堡的航班，改為使用慕尼黑機場，奧航最後一條航線在2002年終止。
2005年後，所有來往奧格斯堡機場的航班都改用慕尼黑機場，使奧格斯堡一帶沒有機場可用。自此，機場主要給公務機和通用飛機進行升降。

## 參看
- 德国交通
- 德国商用机场列表